# 市民ネットワーク北海道
市民ネットワーク北海道（しみんネットワークほっかいどう、英: Citizens' Network of Hokkaido）は、北海道の地域政党。
北海道の札幌市およびその近隣都市を地盤とする地域政党であり、札幌市および石狩市や北広島市や江別市そして当別町の市町議会議員が実現し、2007年には、北海道議会議員が実現した。2014年現在、全国市民政治ネットワークの参加団体である。なお、市民ネットワーク北海道では、地方議会議員を「代理人」とよび、「議員の報酬はみんなで管理します」としている。議員活動は2期8年を限度としている。市民ネットワーク北海道の地方議員は、女性のみである。

## 党史
1990年10月に設立される。
1991年に、札幌市議会議員選挙で3名、石狩町議会議員選挙が当選している。同年、札幌市議会にて会派「市民ネットワーク北海道」を立ち上げた。1995年には、札幌市議会議員選挙で3名、石狩町議会議員選挙で1名、それぞれ再選され、広島町町議会議員選挙で1名が当選されている。1999年には、札幌市議会議員選挙で2名が当選し、石狩市議会議員選挙で2名が当選し、北広島市議会議員選挙では1名が当選し、当別町議会議員選挙では1名が当選している。2003年には、札幌市議会議員選挙で3名が当選し、石狩市議会議員選挙で2名が当選し、北広島市議会議員選挙では1名が再選し、当別町議会議員選挙では1名が再選している。2007年には、札幌市議会議員選挙で4名が当選し、石狩市議会議員選挙で2名が当選し、江別市議会議員選挙で1名が当選し、北広島市議会議員選挙では1名が当選し、当別町議会議員選挙では1名が当選し、元所属の札幌市議会議員を推薦して北海道議会議員選挙の当選を果たしている。2011年には、札幌市議会議員選挙で3名が当選し、石狩市議会議員選挙で2名が当選し、北広島市議会議員選挙では1名が再選し、江別市議会議員選挙では1名が再選している。2015年4月の、札幌市議会議員選挙では1名のみが当選し、北広島市議会議員選挙では2名が当選し、江別市議会議員では1名が当選している。
2017年10月の第48回衆議院議員総選挙では札幌市内5選挙区の立憲民主党および日本共産党の候補者を支持することを表明し、立憲民主党の候補は比例復活を含めて全員当選した。
2019年には、札幌市議会議員選挙で2名（米倉みな子、ひし沼みえこ）が当選し、北広島市議会議員選挙では2名（鶴谷さとみ、佐々木ゆりか）が当選している。

## 政策

### 原子力発電所問題
原子力発電に反対の立場をとる。北海道の原発問題として泊原子力発電所の再稼働に絶対反対の立場をとる。

### ごみ・環境問題
ごみ減量政策のため、ゴミ処理の有料化に賛成している。当別ダムの建設に反対の立場をとってきた。

### 住基ネット問題
「個人情報の漏洩だけではなく、国家による国民の監視そのものが危惧される」という理由で、「住民基本台帳ネットワークシステム」に反対している。

### 丘珠空港ジェット化問題
騒音問題などの理由で、丘珠空港のジェット機乗り入れに反対している。 